# Шопенгауэр, Адель

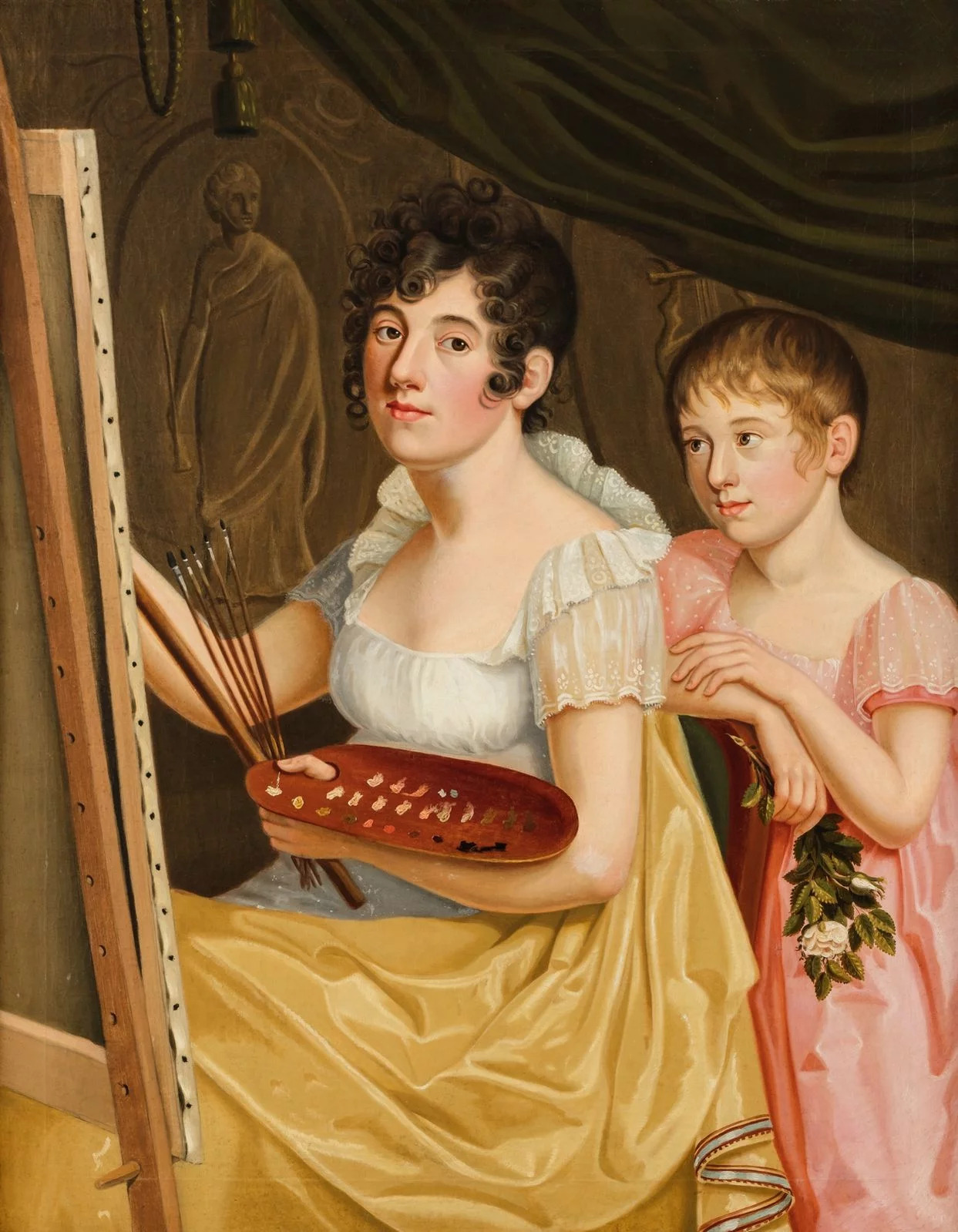
Каролина Бардуа. Иоганна Шопенгауэр с дочерью Аделью. 1806

Луиза Адель Лавиния Шопенгауэр (нем. Luise Adelaide Lavinia Schopenhauer; 12 июля 1797, Гамбург, — 25 августа 1849, Бонн) — немецкая писательница, дочь писательницы Иоганны Шопенгауэр и сестра философа Артура Шопенгауэра.

## Биография
Родилась в Гамбурге, Адель выросла в Веймаре среди художников и учёных, собиравшихся в салоне её матери. Адель демонстрировала большие таланты в литературе и поэтическом искусстве. Но она не только писала сказки, стихи и романы, но и была мастером в вырезании силуэтов. Успехи Адели Шопенгауэр как в литературе, так и в силуэтном искусстве получили признание преимущественно в англоязычной среде.
Адель связывали тёплые отношения с Оттилией фон Погвиш, будущей невесткой Иоганна Вольфганга Гёте, в доме которого Адель также часто бывала (об этом рассказывается, в частности, в романе Томаса Манна «Лотта в Веймаре»). В 1828 году вместе с матерью Адель перебралась в Бонн, где подружилась с Аннеттой Дросте-Хюльсхофф и Сибиллой Мертенс-Шаффгаузен.
После смерти матери Адель много путешествовала, преимущественно по Италии, но, тяжело заболев, вернулась в Бонн. Адель Шопенгауэр умерла в 1849 году в день 100-летия со дня рождения Гёте. Адель Шопенгауэр похоронена на Старом кладбище в Бонне.

## Сочинения
- Анна. Роман из недавнего прошлого. 1845
- Датская история. 1848
- Стихи и силуэты. 1920.
- Сказки про дом, лес и фей. 1844
- Дневник одинокой. 1985
- Флоренция. Путеводитель с историческими анекдотами и рассказами. 2007